# Шубинка (Калужская область)
Шу́бинка — деревня в Малоярославецком муниципальном районе Калужской области в составе сельского поселения «Деревня Шумятино».

## География
Село находится на берегу реки Талинка, на расстоянии 3 км к юго-западу от города Малоярославец, административного центра района. Абсолютная высота — 166 м над уровнем моря.

### Часовой пояс
Деревня Шубинка, как и вся Калужская область, находится в часовой зоне МСК (московское время). Смещение применяемого времени относительно UTC составляет +3:00.

## Население
| 2002 | 2010 |
| ---- | ---- |
| 10   | ↗19  |

### Гендерный состав
По данным Всероссийской переписи населения 2010 года, в гендерной структуре населения мужчины составляли 63,2 % женщины — соответственно 36,8 %.